# Listă de localități din cantonul Graubünden
Cantonul Graubünden din Elveția cuprinde în anul 2010 pe teritoriul său 180 de localități, capitalele districtelor fiind scrie cu litere aldine.

## A
| Stema      | Numele localității | Locuitori 31. Dezember 2008 | Suprafața in km² | Locuitori/ km² | district    |
| ---------- | ------------------ | --------------------------- | ---------------- | -------------- | ----------- |
| Almens     | Almens             | 236                         | 8.34             | 28             | Hinterrhein |
| Alvaneu    | Alvaneu            | 395                         | 35.63            | 11             | Albula      |
| Alvaschein | Alvaschein         | 143                         | 4.08             | 35             | Albula      |
| Andeer     | Andeer             | 877                         | 46.29            | 19             | Hinterrhein |
| Andiast    | Andiast            | 229                         | 13.63            | 17             | Surselva    |
| Ardez      | Ardez              | 430                         | 61.39            | 7              | Inn         |
|            | Arosa              | 2267                        | 42.53            | 53             | Plessur     |
| Arvigo     | Arvigo             | 95                          | 17.02            | 6              | Moësa       |
| Avers      | Avers              | 177                         | 93.13            | 2              | Hinterrhein |

## B
| Stema            | Numele localității | Locuitori 31. Dezember 2008 | Suprafața in km² | Locuitori/ km² | district |
| ---------------- | ------------------ | --------------------------- | ---------------- | -------------- | -------- |
| Bergün           | Bergün/Bravuogn    | 479                         | 145.65           | 3              | Albula   |
| Bever            | Bever              | 658                         | 45.75            | 14             | Maloja   |
| Bivio            | Bivio              | 209                         | 76.73            | 3              | Albula   |
| Bonaduz          | Bonaduz            | 2737                        | 14.40            | 190            | Imboden  |
| Braggio          | Braggio            | 61                          | 6.91             | {9             | Moësa    |
| Bregaglia        | Bregaglia          | 1602                        | 251.45           | 6              | Maloja   |
| Breil/Brigels    | Breil/Brigels      | 1287                        | 50.88            | 25             | Surselva |
| Brienz/Brinzauls | Brienz/Brinzauls   | 110                         | 13.37            | 8              | Albula   |
| Brusio           | Brusio             | 1156                        | 46.29            | 25             | Bernina  |
| Buseno           | Buseno             | 109                         | 11.15            | 10             | Moësa    |

## C
| Stema                | Numele localității   | Locuitori 31. Dezember 2008 | Suprafața in km² | Locuitori/ km² | district        |
| -------------------- | -------------------- | --------------------------- | ---------------- | -------------- | --------------- |
| Calfreisen           | Calfreisen           | 54                          | 5.13             | 11             | Plessur         |
| Cama                 | Cama                 | 484                         | 15.00            | 32             | Moësa           |
| Castaneda            | Castaneda            | 226                         | 3.96             | 57             | Moësa           |
| Castiel              | Castiel              | 124                         | 5.43             | 23             | Plessur         |
| Casti-Wergenstein    | Casti-Wergenstein    | 59                          | 25.62            | 2              | Hinterrhein     |
| Castrisch            | Castrisch            | 407                         | 7.19             | 57             | Surselva        |
| Cauco                | Cauco                | 36                          | 10.89            | 3              | Moësa           |
| Cazis                | Cazis                | 2001                        | 31.18            | 64             | Hinterrhein     |
| Celerina/Schlarigna  | Celerina/Schlarigna  | 1464                        | 24.02            | 61             | Maloja          |
| Chur                 | Chur                 | 32'957                      | 28.09            | 1173           | Plessur         |
| Churwalden           | Churwalden           | 2148                        | 48.54            | 44             | Plessur         |
| Conters im Prättigau | Conters im Prättigau | 235                         | 18.40            | 13             | Prättigau/Davos |
| Cumbel               | Cumbel               | 254                         | 4.46             | 57             | Surselva        |
| Cunter               | Cunter               | 235                         | 7.12             | 33             | Albula          |

## D
| Stema           | Numele localității | Locuitori 31. Dezember 2008 | Suprafața in km² | Locuitori/ km² | district        |
| --------------- | ------------------ | --------------------------- | ---------------- | -------------- | --------------- |
| Davos           | Davos              | 11'142                      | 283.98           | 39             | Prättigau/Davos |
| Degen           | Degen              | 245                         | 6.74             | 36             | Surselva        |
| Disentis/Mustér | Disentis/Mustér    | 2090                        | 90.99            | 23             | Surselva        |
| Domat/Ems       | Domat/Ems          | 7141                        | 24.22            | 295            | Imboden         |
| Donat           | Donat              | 218                         | 4.67             | 47             | Hinterrhein     |
| Duvin           | Duvin              | 89                          | 17.93            | 5              | Surselva        |

## F
| Stema     | Numele localității | Locuitori 31. Dezember 2008 | Suprafața in km² | Locuitori/ km² | district        |
| --------- | ------------------ | --------------------------- | ---------------- | -------------- | --------------- |
| Falera    | Falera             | 577                         | 22.36            | 26             | Surselva        |
| Fanas     | Fanas              | 391                         | 21.84            | 18             | Prättigau/Davos |
| Felsberg  | Felsberg           | 2234                        | 13.39            | 167            | Imboden         |
| Ferrera   | Ferrera            | 86                          | 75.45            | 1              | Hinterrhein     |
| Fideris   | Fideris            | 597                         | 25.35            | 24             | Prättigau/Davos |
| Filisur   | Filisur            | 463                         | 44.49            | 10             | Albula          |
| Fläsch    | Fläsch             | 589                         | 19.94            | 30             | Landquart       |
| Flerden   | Flerden            | 215                         | 6.09             | 35             | Hinterrhein     |
| Flims     | Flims              | 2600                        | 50.51            | 51             | Imboden         |
| Ftan      | Ftan               | 502                         | 43.11            | 12             | Inn             |
| Furna     | Furna              | 214                         | 33.32            | 6              | Prättigau/Davos |
| Fürstenau | Fürstenau          | 336                         | 1.32             | 255            | Hinterrhein     |

## G
| Stema  | Numele localității | Locuitori 31. Dezember 2008 | Suprafața in km² | Locuitori/ km² | district        |
| ------ | ------------------ | --------------------------- | ---------------- | -------------- | --------------- |
| Grono  | Grono              | 903                         | 14.81            | 61             | Moësa           |
| Grüsch | Grüsch             | 1267                        | 10.02            | 126            | Prättigau/Davos |
| Guarda | Guarda             | 170                         | 31.41            | 5              | Inn             |

## H
| Stema       | Numele localității | Locuitori 31. Dezember 2008 | Suprafața in km² | Locuitori/ km² | district    |
| ----------- | ------------------ | --------------------------- | ---------------- | -------------- | ----------- |
| Haldenstein | Haldenstein        | 970                         | 18.56            | 52             | Landquart   |
| Hinterrhein | Hinterrhein        | 78                          | 48.30            | 2              | Hinterrhein |

## I
| Stema | Numele localității | Locuitori 31. Dezember 2008 | Suprafața in km² | Locuitori/ km² | district  |
| ----- | ------------------ | --------------------------- | ---------------- | -------------- | --------- |
| Igis  | Igis               | 7529                        | 10.88            | 692            | Landquart |
| Ilanz | Ilanz              | 2330                        | 4.66             | 500            | Surselva  |

## J
| Stema  | Numele localității | Locuitori 31. Dezember 2008 | Suprafața in km² | Locuitori/ km² | district        |
| ------ | ------------------ | --------------------------- | ---------------- | -------------- | --------------- |
| Jenaz  | Jenaz              | 1166                        | 25.91            | 45             | Prättigau/Davos |
| Jenins | Jenins             | 843                         | 10.54            | 80             | Landquart       |

## K
| Stema            | Numele localității | Locuitori 31. Dezember 2008 | Suprafața in km² | Locuitori/ km² | district        |
| ---------------- | ------------------ | --------------------------- | ---------------- | -------------- | --------------- |
| Klosters-Serneus | Klosters-Serneus   | 3872                        | 193.12           | 20             | Prättigau/Davos |
| Küblis           | Küblis             | 812                         | 8.14             | 100            | Prättigau/Davos |

## L
| Stema              | Numele localității | Locuitori 31. Dezember 2008 | Suprafața in km² | Locuitori/ km² | district        |
| ------------------ | ------------------ | --------------------------- | ---------------- | -------------- | --------------- |
| Laax               | Laax               | 1296                        | 63.27            | 41             | Surselva        |
| Ladir              | Ladir              | 113                         | 31.71            | 16             | Surselva        |
| Langwies           | Langwies           | 295                         | 7.19             | 5              | Plessur         |
| Lantsch/Lenz       | Lantsch/Lenz       | 531                         | 54.96            | 24             | Albula          |
| La Punt-Chamues-ch | La Punt-Chamues-ch | 737                         | 21.81            | 12             | Maloja          |
| Lavin              | Lavin              | 213                         | 46.25            | 5              | Inn             |
| Leggia             | Leggia             | 119                         | 9.18             | 13             | Moësa           |
| Lohn               | Lohn (GR)          | 51                          | 8.17             | 6              | Hinterrhein     |
| Lostallo           | Lostallo           | 707                         | 50.86            | 14             | Moësa           |
| Lüen               | Lüen               | 85                          | 3.49             | 24             | Plessur         |
| Lumbrein           | Lumbrein           | 391                         | 37.86            | 10             | Surselva        |
| Luven              | Luven              | 196                         | 6.63             | 30             | Surselva        |
| Luzein             | Luzein             | 1156                        | 31.61            | 37             | Prättigau/Davos |

## M
| Stema     | Numele localității | Locuitori 31. Dezember 2008 | Suprafața in km² | Locuitori/ km² | district    |
| --------- | ------------------ | --------------------------- | ---------------- | -------------- | ----------- |
| Madulain  | Madulain           | 202                         | 16.28            | 12             | Maloja      |
| Maienfeld | Maienfeld          | 2546                        | 32.33            | 79             | Landquart   |
| Maladers  | Maladers           | 478                         | 7.59             | 63             | Plessur     |
| Malans    | Malans             | 2203                        | 11.40            | 193            | Landquart   |
| Marmorera | Marmorera          | 47                          | 18.90            | 2              | Albula      |
| Masein    | Masein             | 388                         | 4.20             | 92             | Hinterrhein |
| Mastrils  | Mastrils           | 542                         | 7.98             | 68             | Landquart   |
| Mathon    | Mathon             | 55                          | 15.13            | 4              | Hinterrhein |
| Medel     | Medel (Lucmagn)    | 443                         | 136.22           | 3              | Surselva    |
| Mesocco   | Mesocco            | 1233                        | 164.75           | 7              | Moësa       |
| Molinis   | Molinis            | 134                         | 13.21            | 10             | Plessur     |
| Mon       | Mon                | 90                          | 8.46             | 11             | Albula      |
| Morissen  | Morissen           | 239                         | 5.67             | 42             | Surselva    |
| Mulegns   | Mulegns            | 28                          | 33.79            | 1              | Albula      |
| Mundaun   | Mundaun            | 309                         | 8.59             | 36             | Surselva    |
| Mutten    | Mutten             | 80                          | 9.96             | 8              | Albula      |

## N
| Stema   | Numele localității | Locuitori 31. Dezember 2008 | Suprafața in km² | Locuitori/ km² | district    |
| ------- | ------------------ | --------------------------- | ---------------- | -------------- | ----------- |
| Nufenen | Nufenen            | 152                         | 28.03            | 5              | Hinterrhein |

## O
| Stema     | Numele localității | Locuitori 31. Dezember 2008 | Suprafața in km² | Locuitori/ km² | district |
| --------- | ------------------ | --------------------------- | ---------------- | -------------- | -------- |
| Obersaxen | Obersaxen          | 807                         | 61.52            | 13             | Surselva |

## P
| Stema      | Numele localității | Locuitori 31. Dezember 2008 | Suprafața in km² | Locuitori/ km² | district    |
| ---------- | ------------------ | --------------------------- | ---------------- | -------------- | ----------- |
| Paspels    | Paspels            | 466                         | 4.59             | 102            | Hinterrhein |
| Peist      | Peist              | 198                         | 17.89            | 11             | Plessur     |
| Pigniu     | Pigniu             | 35                          | 18.01            | 2              | Surselva    |
| Pitasch    | Pitasch            | 112                         | 10.79            | 10             | Surselva    |
| Pontresina | Pontresina         | 1989                        | 118.19           | 17             | Maloja      |
| Poschiavo  | Poschiavo          | 3495                        | 191.01           | 18             | Bernina     |
| Pratval    | Pratval            | 241                         | 0.77             | 313            | Hinterrhein |

## R
| Stema         | Numele localității | Locuitori 31. Dezember 2008 | Suprafața in km² | Locuitori/ km² | district    |
| ------------- | ------------------ | --------------------------- | ---------------- | -------------- | ----------- |
| Ramosch       | Ramosch            | 487                         | 84.07            | 6              | Inn         |
| Rhäzüns       | Rhäzüns            | 1245                        | 13.38            | 93             | Imboden     |
| Riein         | Riein              | 64                          | 15.88            | 4              | Surselva    |
| Riom-Parsonz  | Riom-Parsonz       | 316                         | 55.97            | 6              | Albula      |
| Rodels        | Rodels             | 274                         | 1.68             | 163            | Hinterrhein |
| Rongellen     | Rongellen          | 45                          | 2.02             | 22             | Hinterrhein |
| Rossa         | Rossa              | 122                         | 58.88            | 2              | Moësa       |
| Rothenbrunnen | Rothenbrunnen      | 306                         | 3.11             | 98             | Hinterrhein |
| Roveredo      | Roveredo           | 2373                        | 38.79            | 61             | Moësa       |
| Rueun         | Rueun              | 427                         | 11.58            | 37             | Surselva    |
| Ruschein      | Ruschein           | 365                         | 12.56            | 29             | Surselva    |

## S
| Stema                  | Numele localității     | Locuitori 31. Dezember 2008 | Suprafața in km² | Locuitori/ km² | district        |
| ---------------------- | ---------------------- | --------------------------- | ---------------- | -------------- | --------------- |
| Saas im Prättigau      | Saas im Prättigau      | 789                         | 26.71            | 30             | Prättigau/Davos |
| Safien                 | Safien                 | 314                         | 100.59           | 3              | Surselva        |
| Sagogn                 | Sagogn                 | 670                         | 6.92             | 97             | Surselva        |
| Salouf                 | Salouf                 | 214                         | 31.49            | 7              | Albula          |
| Samedan                | Samedan                | 2897                        | 113.83           | 25             | Maloja          |
| Samnaun                | Samnaun                | 804                         | 56.31            | 14             | Inn             |
| San Vittore            | San Vittore            | 716                         | 22.06            | 32             | Moësa           |
| Santa Maria in Calanca | Santa Maria in Calanca | 114                         | 9.31             | 12             | Moësa           |
| Savognin               | Savognin               | 954                         | 22.24            | 43             | Albula          |
| S-chanf                | S-chanf                | 676                         | 138.04           | 5              | Maloja          |
| Scharans               | Scharans               | 818                         | 14.29            | 57             | Hinterrhein     |
| Schiers                | Schiers                | 2497                        | 61.68            | 40             | Prättigau/Davos |
| Schlans                | Schlans                | 86                          | 8.83             | 10             | Surselva        |
| Schluein               | Schluein               | 499                         | 4.79             | 104            | Surselva        |
| Schmitten              | Schmitten (GR)         | 252                         | 11.35            | 22             | Albula          |
| Schnaus                | Schnaus                | 125                         | 2.98             | 42             | Surselva        |
| Scuol                  | Scuol                  | 2245                        | 144.14           | 16             | Inn             |
| Seewis im Prättigau    | Seewis im Prättigau    | 1402                        | 49.63            | 22             | Prättigau/Davos |
| Selma                  | Selma                  | 36                          | 2.91             | 12             | Moësa           |
| Sent                   | Sent                   | 905                         | 111.59           | 8              | Inn             |
| Sevgein                | Sevgein                | 218                         | 4.55             | 48             | Surselva        |
| Siat                   | Siat                   | 178                         | 13.52            | 13             | Surselva        |
| Sils im Domleschg      | Sils im Domleschg      | 835                         | 9.32             | 90             | Hinterrhein     |
| Sils im Engadin/Segl   | Sils im Engadin/Segl   | 750                         | 63.57            | 12             | Maloja          |
| Silvaplana             | Silvaplana             | 982                         | 44.75            | 22             | Maloja          |
| Soazza                 | Soazza                 | 362                         | 46.42            | 8              | Moësa           |
| Splügen                | Splügen                | 418                         | 60.49            | 7              | Hinterrhein     |
| St. Antönien           | St. Antönien           | 355                         | 52.28            | 7              | Prättigau/Davos |
| St. Martin             | St. Martin             | 40                          | 22.83            | 2              | Surselva        |
| St. Moritz             | St. Moritz             | 5148                        | 28.69            | 179            | Maloja          |
| St. Peter-Pagig        | St. Peter-Pagig        | 241                         | 12.15            | 20             | Plessur         |
| Stierva                | Stierva                | 128                         | 10.56            | 12             | Albula          |
| Sufers                 | Sufers                 | 127                         | 34.62            | 4              | Hinterrhein     |
| Sumvitg                | Sumvitg                | 1336                        | 101.88           | 13             | Surselva        |
| Sur                    | Sur                    | 95                          | 23.22            | 4              | Albula          |
| Suraua                 | Suraua                 | 269                         | 24.20            | 11             | Surselva        |
| Surava                 | Surava                 | 206                         | 6.98             | 30             | Albula          |
| Susch                  | Susch                  | 219                         | 93.93            | 2              | Inn             |

## T
| Stema                | Numele localității   | Locuitori 31. Dezember 2008 | Suprafața in km² | Locuitori/ km² | district    |
| -------------------- | -------------------- | --------------------------- | ---------------- | -------------- | ----------- |
| Tamins               | Tamins               | 1149                        | 40.74            | 28             | Imboden     |
| Tarasp               | Tarasp               | 334                         | 46.99            | 7              | Inn         |
| Tenna                | Tenna                | 103                         | 11.27            | 9              | Surselva    |
| Thusis               | Thusis               | 2655                        | 6.81             | 390            | Hinterrhein |
| Tiefencastel         | Tiefencastel         | 272                         | 14.85            | 18             | Albula      |
| Tinizong-Rona        | Tinizong-Rona        | 347                         | 54.30            | 6              | Albula      |
| Tomils               | Tomils               | 713                         | 30.56            | 23             | Hinterrhein |
| Trimmis              | Trimmis              | 3013                        | 42.87            | 70             | Landquart   |
| Trin                 | Trin                 | 1201                        | 47.17            | 25             | Imboden     |
| Trun                 | Trun                 | 1189                        | 43.07            | 28             | Surselva    |
| Tschappina           | Tschappina           | 161                         | 24.67            | 7              | Hinterrhein |
| Tschiertschen-Praden | Tschiertschen-Praden | 317                         | 27.74            | 11             | Plessur     |
| Tschlin              | Tschlin              | 461                         | 74.93            | 6              | Inn         |
| Tujetsch             | Tujetsch             | 1838                        | 133.91           | 14             | Surselva    |

## U
| Stema    | Numele localității | Locuitori 31. Dezember 2008 | Suprafața in km² | Locuitori/ km² | district    |
| -------- | ------------------ | --------------------------- | ---------------- | -------------- | ----------- |
| Untervaz | Untervaz           | 2287                        | 27.72            | 83             | Landquart   |
| Urmein   | Urmein             | 118                         | 4.33             | 27             | Hinterrhein |

## V
| Stema       | Numele localității | Locuitori 31. Dezember 2008 | Suprafața in km² | Locuitori/ km² | district        |
| ----------- | ------------------ | --------------------------- | ---------------- | -------------- | --------------- |
| Val Müstair | Val Müstair        | 1641                        | 198.66           | 8              | Inn             |
| Valendas    | Valendas           | 295                         | 22.79            | 13             | Surselva        |
| Vals        | Vals               | 1049                        | 152.73           | 7              | Surselva        |
| Valzeina    | Valzeina           | 128                         | 11.44            | 11             | Prättigau/Davos |
| Vaz/Obervaz | Vaz/Obervaz        | 2599                        | 42.51            | 61             | Albula          |
| Vella       | Vella              | 446                         | 7.41             | 60             | Surselva        |
| Verdabbio   | Verdabbio          | 153                         | 13.13            | 12             | Moësa           |
| Versam      | Versam             | 251                         | 16.77            | 15             | Surselva        |
| Vignogn     | Vignogn            | 180                         | 7.89             | 23             | Surselva        |
| Vrin        | Vrin               | 249                         | 71.25            | 3              | Surselva        |

## W
| Stema             | Numele localității | Locuitori 31. Dezember 2008 | Suprafața in km² | Locuitori/ km² | district |
| ----------------- | ------------------ | --------------------------- | ---------------- | -------------- | -------- |
| Waltensburg/Vuorz | Waltensburg/Vuorz  | 380                         | 32.31            | 12             | Surselva |

## Z
| Stema           | Numele localității | Locuitori 31. Dezember 2008 | Suprafața in km² | Locuitori/ km² | district    |
| --------------- | ------------------ | --------------------------- | ---------------- | -------------- | ----------- |
| Zernez          | Zernez             | 1100                        | 203.85           | 5              | Inn         |
| Zillis-Reischen | Zillis-Reischen    | 402                         | 24.44            | 16             | Hinterrhein |
| Zizers          | Zizers             | 3197                        | 11.01            | 290            | Landquart   |
| Zuoz            | Zuoz               | 1279                        | 65.79            | 19             | Maloja      |